# Philippe Beck
Pour les articles homonymes, voir Beck.
Philippe Beck est un poète et écrivain français né le 21 avril 1963 à Strasbourg.

## Biographie
Ancien élève de l'ENS de Saint-Cloud (entré 1er en philosophie en 1985), Philippe Beck, après une maîtrise de lettres et une agrégation de philosophie, soutient en 1994 une thèse de doctorat de philosophie (Histoire et imagination) sous la direction de Jacques Derrida. En 1990, il est un membre fondateur de la revue de phénoménologie Alter (ENS de Saint-Cloud).
Maître de conférences (HDR) en philosophie à l'université de Nantes depuis 1995, il y donne des cours dans le domaine de l'esthétique.
Fondateur et rédacteur en chef de la revue de poésie Quaderno (éditions MeMo, Nantes, de 1998 à 2000), il est l'auteur de nombreux articles de poétologie et de critique. Il est par ailleurs membre du comité de rédaction des revues Cités et Droits de cités (PUF) ainsi que de la revue Agenda de la pensée contemporaine (Flammarion).
Son travail de poète a été l'occasion de rencontres et de collaborations avec des musiciens et compositeurs contemporains. Il est le coauteur du livret de l'opéra Pastorale de Gérard Pesson qui a également mis en musique des poèmes tirés de Chants populaires pour l'ensemble vocal Accentus. En 2009, a été créée une Œuvre acousmatique de Philippe Mion d'après Lyre dure. En mars 2013, l'Orchestre symphonique de Montréal sous la direction de Kent Nagano a créé l’œuvre de Maxime McKinley composée d'après le livre de Philippe Beck Dans de la nature.
Philippe Beck est depuis octobre 2012 le président de la Commission de poésie du Centre national du livre.
Un colloque international a été consacré à son œuvre au Centre Culturel International de Cerisy du 28 août au 2 septembre 2013.
En 2015, Philippe Beck est nommé chevalier de l'Ordre des Arts et des Lettres et reçoit le Grand prix de poésie de l'Académie française pour l'ensemble de son œuvre.
Philippe Beck est professeur de poétique à la European Graduate School.

### Poésie
- Garde-manche hypocrite, Fourbis, 1996.
- Chambre à roman fusible, Al Dante, 1997.
- Verre de l'époque Sur-Eddy, Al Dante, 1998.
- Rude merveilleux, Al Dante, 1998.
- Le Fermé de l'époque, Al Dante, 1999.
- Dernière mode familiale, Flammarion, postface de Jean-Luc Nancy, 2000.
- Inciseiv, MeMo, 2000.
- Poésies didactiques, Théâtre Typographique, 2001.
- Aux recensions, Flammarion, 2002.
- Dans de la nature, Flammarion, 2003.
- Garde-manche Deux, Textuel, 2004.
- Élégies Hé, Théâtre Typographique, 2005.
- Déductions, Al Dante, 2005.
- Chants populaires, Flammarion, 2007.
- De la Loire, Argol, 2008.
- Lyre Dure, Nous, 2009.
- Poésies premières (1997-2000), Flammarion, 2011.
- Boustrophes, Editor pack, 2011.
- Opéradiques, Flammarion, 2014.
- dix tableaux civils, littérature mineure, 2016.
- Writing the Real: A Bilingual Anthology of Contemporary French Poetry (traducteur Emma Wagstaff), Enitharmon Press, 2016.
- Dictées, Flammarion, 2018.
- Ryrkaïpii, Flammarion, 2023.
- Abstraite et plaisantine, Le Bruit du temps, 2025.

### Prose
- Contre un Boileau (esquisse), Horlieu, 1999.
- Du principe de la division de soi in Le colloque de nuit, Le temps qu'il fait, 2000.
- Beck, l'Impersonnage : rencontre avec Gérard Tessier, Argol, 2006.
- Un Journal, Flammarion, 2008.
- Contre un Boileau, un art poétique, Fayard (Ouvertures), 2015.
- iduna et braga. de la jeunesse, Corti (en lisant, en écrivant), 2017.
- La Berceuse et le Clairon : de la foule qui écrit, Le Bruit du temps, 2019.
- Traité des Sirènes ; suivi de Musiques du Nom, Le Bruit du temps, 2020.
- Idées de la nuit ; suivi de L'Homme-Balai, Le Bruit du temps, 2023.
- Une autre clarté : entretiens 1997-2022, Le Bruit du temps, 2023.
- Documentaires, Le Bruit du temps, 2025.

### Traductions
- Walter Benjamin, Expérience et pauvreté, traduit par P. Beck, in Po&sie, no 51, 1989.
- Samuel Taylor Coleridge, Définition de la poésie, traduit par P. Beck et É. Dayre, in Po&sie, no 51, 1989.
- F. W. von Schelling, Philosophie de l'art, § 39, traduit par P. Beck, in Po&sie, no 54, 1990.
- Walter Benjamin, Crise du roman, traduit et présenté par P. Beck et B. Stiegler, in Po&sie, no 58, 1991.
- Walter Benjamin, Théories du fascisme allemand, traduit et présenté par P. Beck et B. Stiegler, in Lignes, no 13, 1991.
- Karl Philipp Moritz, Le concept d'achevé en soi et autres écrits (1785-1793), textes présentés et traduits par P. Beck, PUF, 1995.
- Samuel Taylor Coleridge, Les Sermons laïques (suivi de) L'Ami, traduits et présentés par P. Beck et É. Dayre, Gallimard (Bibliothèque de Philosophie), 2002.

### Essais et articles
- "Le Dit d'hypocrisie ensommeillé", in Po&sie, no 66, 1993.
- "Le Quasi-sermon", in Critique, no 571, 1994.
- "Minima Lyrica ou Lyrismes du rude bœuf", in Recueil, no 30, 1994.
- "Mort et naïveté (Régime transcendantal et régime sentimental)", in Alter, no 1 et 2, 1994.
- "La bête, question de projection animale", in Alter, no 3, 1995.
- "Quelques remarques à propos d'une époque dans l'espace", in Alter, no 4, 1996.
- "Logiques de l'impossibilité", préface à la Poétique d'Aristote, Gallimard (Tel), 1996.
- "Quelques remarques sur la prose apophantique en régime inchoatif", in Le poète que je cherche à être. Cahier Michel Deguy, La Table ronde/Belin, 1996.
- "Littérature générale et poésie", in Action poétique, no 144, 1996.
- "Entretien" (à propos de Garde-manche hypocrite), in Biennale Internationale des poètes en Val-de-Marne, no 19, 1997.
- "D'un fumier sans pourquoi (Thèses concernant la poésie)", in Lettres sur tous les sujets, no 13, 1997.
- "Les turdidés, ou l'affaire du toucher à distance" (à propos de Dominique Fourcade), in Lettres sur tous les sujets, no 13, 1997.
- "Les espèces confuses, désassorties", in Paroles à la bouche du présent : le négationnisme, histoire ou politique ?, Natacha Michel (dir.), Al Dante, 1997.
- "La vie saturée", in Analecta Husserliana, vol. L, 1997.
- "Précisions sur quelques thèses.", in Action Poétique, no 150, 1998.
- "Quaderno : une idée de la poésie", in Art Press, no 262, 2000.
- "L'époque de la poésie", in Littérature, no 120, 2000.
- "Où va le vers", in Magazine littéraire, no 396, 2001.
- "Méduse automatique stoppée", in Fin, no 13, 2002.
- "Entretien" avec David Christoffel, on http://www.doublechange.com/issue3/beckint-fr.htm, 2003.
- "Sexicité", on http://www.sitaudis.com/Excitations/sexicite.php, 2003.
- "La vie pensée", on http://remue.net/spip.php?article135, 2004.
- "Si le corps est le lieu des pensées...", in Écrire, pourquoi ?, Argol, 2005.
- "Entretien" avec Emmanuel Laugier, in Le Matricule des anges, no 81, 2007.
- "Modalisations", in Cahier Philippe Lacoue-Labarthe. L'Animal, no 19-20, 2008.
- "La trompette modeste" (sur Sens de Walden de Stanley Cavell), in Agenda de la pensée contemporaine, no 10, 2008.
- "La relation des jours" (sur le Journal de Jean-Patrick Manchette), in Agenda de la pensée contemporaine, no 12, 2008-2009.
- "Entrer en poésie" (entretien), in Fragil La Gazette, no 4, 2009. (« http://www.fragil.org/magazine/num%C3%A9ro/1057 »(Archive.org • Wikiwix • Archive.is • Google • Que faire ?))
- "D'un espace espéré ou : la danse pré-pensive de Keith Waldrop", in Agenda de la pensée contemporaine, no 13, 2009.
- "Dimensions ou : Optique, geste et comportement", in La vue et la voix, Pierre Ouellet (dir.), vlb éd., Montréal, 2009.
- "La poésie du geste" (Anthropologie poétique, poétique de l'anthropologie : Marcel Jousse), in Agenda de la pensée contemporaine, no 15, 2009.
- "Entretien" (à propos de Lyre Dure) avec Martin Rueff et Tiphaine Samoyaut, on http://www.m-e-l.fr/rencontres-publiques.php?id=124, 2010.
- "La suite (voix)", entretien avec Benoît Casas, in Grumeaux, no 2, NOUS, 2010.
- "Le pluriel du corps de quelqu'un (à propos d'Entrées en matières d'Aurélie Loiseleur)", on http://www.sitaudis.fr/Parutions/entrees-en-matiere-d-aurelie-loiseleur.php, 2010.
- "Hugo Friedrich : réalité, monologue et subjectivité dans la poésie du XXe siècle", in Po&sie, no 136, Belin, 2e trim. 2011.
- "Le poétisme aveugle, ou la bataille du critère voilé", in CCP, no 22, 2011.
- "Musique et poésie", in Fusées, no 20, 2011.
- "Poétique et critique, ou : l'ascendant romantique de Genette", in "Les facultés de juger : critique et vérité", Textuel, no 64, Paris 7-Denis Diderot, 2011.
- "L'ironie de la basseur : note sur la hauteur expressive et les intensités sémantiques", in Lignes, no 38, mai 2012.
- "L'intensité constante (à propos de Milonga de Shoshana Rappaport)", on http://www.sitaudis.fr/Parutions/milonga-de-shoshana-rappaport.php, 2013.
- "Le cirque de paix (à propos de Bête de cirque de Tiphaine Samoyault)", on http://www.sitaudis.fr/Parutions/bete-de-cirque-de-tiphaine-samoyault.php, 2013.
- "Petite remarque au sujet du révisionnisme ordinaire", in Lignes, no 42, octobre 2013.
- "Le roman de l'explication (à propos de Plein présent de Natacha Michel), in Les Temps Modernes, n° 676, novembre-décembre 2013.
- "Tresse et néologie : lettre à Michel Deguy", in Po&sie, no 145-146, 3e et 4e trim. 2013, Belin, 2014.
- "Stéfan ou la gnose ambivalente ; le destin de la virtuosité entre La Fontaine et Celan", in Jude Stéfan, le festoyant français. Actes du collqoue de Cerisy 5-12 septembre 2012, Honoré Champion, 2014.
- "La poésie en question", on , avril 2015.
- "L'affaire Novalis et l'idée de la précédence", on , mai 2015.
- "Dialogue de la poésie avec la prose testimoniale : entretien avec Frédérik Detue", in Europe, no 1041-1042, janvier-février 2016.

## À propos de Philippe Beck

### Livres
- Jacques Rancière, Le Sillon du poème. En lisant Philippe Beck, Nous, 2016.

### Dossiers
- "Maintenant Philippe Beck", in La Polygraphe, no 13-14, 2000.
- "Philippe Beck, une poésie recommence", in il particolare, no 7-8, 2002.
- "Philippe Beck", in Amastra-N-Gallar (Revue gallicienne), no 14, 2007.
- "Cahier : Philippe Beck", in il particolare, no 24, 2011.
- Philippe Beck, un chant objectif aujourd'hui : actes du colloque international de Cerisy-la-Salle, 26 août-2 septembre 2013, dir. par Isabelle Barbéris, Gérard Tessier, Corti (Les Essais), 2014.
- "Philippe Beck", in Nu(e), No 60, 2016, numéro coordonné par Gérard Tessier et Jérémie Majorel.
- Le poème éclairé. Poétique de Philippe Beck. Actes du colloque international, 28-30 novembre 2023, Université Paris Cité, dir. Alexander Dickow et Laurent Zimmermann, Hermann, 2024. (Cahier textuel)

### Articles
- Guillaume Artous-Bouvet, "Formes imposées. À propos de Philippe Beck", in Critique, no 775, décembre 2011.
- Jan Baetens, "Vers classique et poésie contemporaine : pour introduire l'idée de Racine dans un débat récent", in French studies, no 49, 1999.
- Jan Baetens, "Inciseiv", in Romaneske, vol. 26-1, 2001.
- Jan Baetens, "L'inclassable Beck", in Formules, no 2, 1998.
- Jean-Marc Baillieu, "Le phrasé de l'idée", in CCP, no 0, 2000.
- Jean-Christophe Bailly, "Lettre à Philippe Beck", in L'Animal, no 17, 2004.
- Isabelle Baladine Howald, "La chercherie des pierres", in CCP, no 15, 2008.
- Isabelle Baladine Howald, "Je n'est pas moi", in CCP, no 23, 2012.
- Stéphane Baquey, "L'espace de la poésie contemporaine", in Prétexte, été-automne 1999.
- Stéphane Baquey, à propos de Dernière mode familiale et de Le Fermé de l'époque, in CCP, no 1, 2001.
- Stéphane Baquey, à propos de Dans de la nature, in CCP, no 8, 2003.
- Stéphane Baquey, à propos de Garde-manche Deux, in CCP, no 9, 2005.
- Corinne Bayle, à propos de Aux recensions, in Le nouveau Recueil, no 63, 2002.
- Corinne Bayle, à propos de Dans de la nature, in Europe, no 900, 2004.
- François Boddaert, « Poésie » et cryptologie (Prise de bec), in revue Secousse no 15, on http://www.revue-secousse.fr/Secousse-15/Carte-blanche/Sks15-Boddaert-Sens.pdf
- Jean-François Bory, à propos de Dernière mode familiale, in CCP, no 1, 2001.
- Yves Boudier, à propos de De la Loire, in Europe, no 954, 2008.
- Pascal Boulanger, à propos de Poésies didactiques, in Art press, no 278, 2002.
- Pierre Bruno, "Interview de l'interviewer avec lui-même", à propos d'Inciseiv, in Le Nouveau Recueil, n° 66, 2003.
- Juliette Cerf, "La tête dans l'encrier", in Philosophie Magazine, octobre 2007.
- Jacques Darras, "Le retour de la poésie didactique", in Aujourd'hui poème, mai 2002.
- Lionel Destremau, à propos de Le colloque de nuit, in CCP, n° 2, 2001.
- Yves di Manno, à propos de Garde-manche Deux, in Vient de paraître (adpf, Ministère des affaires étrangères), mars 2004.
- Yves di Manno, "L'Impersonnage", in Vient de paraître (adpf, Ministère des affaires étrangères), décembre 2006.
- Yves di Manno, "Lyre Dure", on http://www.culturesfranceblog.com/?id=699, 2010
- Jean-Pascal Dubost, à propos de Beck, l'Impersonnage, in CCP, n° 14, 2007.
- Paul Échinard-Garin, "Boustrophes de Philippe Beck", on http://www.sitaudis.fr/Parutions/boustrophes-de-philippe-beck.php
- Marie Étienne, "Un chant sec", in La Quinzaine littéraire, n° 941, 2007.
- Christophe Fiat, "Philippe Beck ou la poésie dense", in Action poétique, n° 155, 1999.
- Frédéric Fiolof, "Le poète, le bœuf et le philosophe", in La Nouvelle Quinzaine Littéraire, n° 1152, juin 2016.
- Didier Garcia, "Le poète-wombat" in Le Matricule des anges, n° 20, 1997.
- Isabelle Garron, "Du volumen dans le vers", in Action poétique, n° 167-168, 2002.
- Sophie Gosselin, "Limpidité rocailleuse", in Phrénésie, n° 2, 2002.
- Alain Helissen, à propos de Verre de l'époque Sur-Eddy, in Mensuel littéraire et poétique, n° 272, 1999.
- Gaspard Hons, "L'essentiel est le tout près ignoré", in Estuaires, n° 41, 2000.
- Gaspard Hons, à propos de Le Fermé de l'époque, in Mensuel littéraire et poétique, n° 281, 2000.
- Dominique Grandmont, "Le parti de l'être", in L'Humanité, 7 novembre 1997.
- Didier Jacob, "Le cercle des poètes retrouvés", in Le Nouvel Observateur, 2 mars 2000.
- Didier Jacob, "Prise de Beck", in Epok, n° 27, 2002.
- Didier Jacob, "Beck, l'enchanteur", in Le Nouvel Observateur, 8 mars 2007.
- Patrick Kéchichian, "Un Journal qui parle du dehors", in Le Monde des Livres, 25 avril 2008.
- Ronald Klapka, "Une générosité têtue", on http://remue.net/spip.php?article1905, octobre 2006.
- Ronald Klapka, "Dans le tissé d'une œuvre de haute lisse", on http://remue.net/spip.php?article2127, mars 2007.
- Martha Krol, "Un journal", in Le Marticule des anges n°92, avril 2008, on http://www.lmda.net/din/tit_lmda.php?Id=58024
- Emmanuel Laugier, "Sens de Beck", in Le Matricule des anges, n° 38, 2002.
- Emmanuel Laugier, "Beck, chambres d'époque", in Le Matricule des anges, n° 79, 2006.
- Pierre Le Pillouër, "Beck, révisions", on http://www.sitaudis.com/Parutions/beck-revisions.php.
- Pierre Le Pillouër, "Dans de la nature de Philippe Beck", on http://www.sitaudis.com/Parutions/dans-de-la-nature-de-philippe-beck.php.
- Pierre Le Pillouër, "Garde-manche 2", on http://www.sitaudis.com/Parutions/garde-manche-2-de-philippe-beck.php.
- Pierre Le Pillouër, "Beck, l'impersonnage", on http://www.sitaudis.com/Parutions/beck-l-impersonnage.php.
- Pierre Le Pillouër, "Chants populaires de Philippe Beck", on http://www.sitaudis.com/Parutions/chants-populaires-de-philippe-beck.php.
- Michel Loetscher, à propos de Chants populaires, in Les Saisons d'Alsace, juin 2007.
- Aurélie Loiseleur, "Lyre Dure de Philippe Beck. Des échos de l'accordé", on http://www.sitaudis.fr/Parutions/lyre-dure-de-Philippe-Beck.php, 2010.
- Aurélie Loiseleur, "Poésies premières de Philippe Beck, paléographie poétique, on http://www.sitaudis.fr/Parutions/poésies-premières-de-philippe-beck-paléographie-poétique.php, 2011.
- Éric Loret, "Coups de Beck", in Libération, 20 avril 2000.
- Éric Loret, "Le fruit est dans le vers", in Libération, 7 mars 2002.
- Éric Loret, "Un sacré coup de Beck", in Libération, 4 décembre 2003.
- Éric Loret, "Chants populaires", in Libération, avril 2007.
- Anne Malaprade, in Le Nouveau recueil, n° 57, décembre 2001/février 2002.
- Anne Malaprade, "Ce qui se publie...", in Action poétique, n° 160-161, hiver 2000-2001.
- Anne Malaprade, in Scherzo, n° 11, octobre 2000.
- Christophe Marchand-Kiss, à propos de Poésies didactiques, in CCP, n° 4, 2002.
- Laurent Margantin, "L'Absolu critique : sur Philippe Beck", on http://www.larevuedesressources.org/spip.php?article123.
- Jacques-Henri Michot, à propos de Aux recensions, in CCP, n° 5, 2003.
- Jean-Claude Montel, "Sur L'impersonnage", in Rehauts, n° 19, 2007.
- Daniel Morvan, "Philippe Beck, voix d'avant-garde", in Ouest-France, 17 mars 2000.
- Daniel Morvan, à propos de Beck, l'Impersonnage, in Place Publique, n° 1, 2007.
- Daniel Morvan, à propos de Beck, l'Impersonnage, on http://aran.20six.fr/aran/art/1353754/Beck-l-impersonnage.
- Daniel Morvan, "Beck revisite les Contes de Grimm", in Ouest-France, 10 avril 2007.
- Daniel Morvan, à propos de Chants populaires, in Place Publique, n° 4, 2007.
- Jean-Luc Nancy, "Vers endurci", postface à Dernière mode familiale, Flammarion, 2000.
- Alain Nicolas, "Prose vient de malheur", in L'Humanité, 19 juin 2008.
- Alain Nicolas, "Philippe Beck, un opéra pour dépayser", in L'Humanité, 27 mars 2014.
- Pierre Ouellet, "L'Impersonnage", in Le Quartanier, Montréal, été 2007.
- Jean-François Perrin, "Rédifier les contes de Grimm. Chants populaires de Philippe Beck" in "Féeries", n°7, Ellug, 2010.
- Xavier Person, "Paradis des enfants", in Le Matricule des anges, n° 65, 2005.
- Xavier Person, "Soliloque des nuages", in Le Matricule des anges, n° 152, 2014.
- Éric Pessan, à propos de De la Loire, in Encres de Loire, n° 44, 2008.
- Jean-Claude Pinson, "Penser en poète", in Le Monde, 3 novembre 2006.
- Emmanuelle Pireyre, à propos de Déductions, in CCP, n° 11, 2006.
- Christian Prigent, "Sur ce qui apparaît", in Java, n° 16, 1998.
- Dominique Quélen, "Lyre dure" in CCP, n° 20, 2010.
- Shoshana Rappaport-Jaccottet, "Philippe Beck, re-conteur et ré-enchanteur", in Lettres françaises, 2 juin 2007.
- Shoshana Rappaport-Jaccottet, "Faire une phrase ?", à propos de Chants populaires et de Beck, l'Impersonnage, in Agenda de la pensée contemporaine, n° 9, 2007.
- Samuel Rochery, "Astérisque au souvenir d'une neige.", in CCP, n° 17, 2009.
- Martin Rueff, "Le courage de la poésie, c'est la poésie", in Agenda de la pensée contemporaine, n° 9, 2007.
- Jacqueline Risset, "Il silenzio delle sirene", in Percorsi di scrittura nel novecento francese, Donzelli ed., 2006.
- Claude Salomon, "Philippe Beck : un récitatif sec", in Prétexte, n° 21/22, 1999. (http://pretexte.club.fr/revue/critique/articles_fr/articles/beck_un-recitatif-sec.htm)
- Tiphaine Samoyault, "Paragonistique des arts", on http://www.sitaudis.fr/Parutions/operadiques-de-philippe-beck.php.
- Tiphaine Samoyault, "On a raison d'aimer La Fontaine", in La Nouvelle Quinzaine Littéraire, no 1125, avril 2015.
- Ariel Spiegler, "Le sillon du poème de Jacques Rancière", on http://www.sitaudis.fr/Parutions/le-sillon-du-poeme-de-jacques-ranciere.php
- Éric Suchère, à propos d'Inciseiv, in CCP, n° 2, 2001.
- Gérard Tessier, "Splendeur(s) du J.", on http://www.sitaudis.com/Parutions/un-journal-de-philippe-beck.php.
- Gérard Tessier, "Contre un Boileau", on , mars 2015.
- Fabrice Thumerel, "Chants populaires", on http://www.t-pas-net.com/libr-critique/?p=482.
- Tim Trzaskalik,"Rilke vaporisé", in Emilio Arauxo (éd.) Philippe Beck, Amastra-N-Gallar, n° 14, 2007, pp. 119-134.
- Tim Trzaskalik, "Antipathie. Becks Grimm. Die Kinder- und Hausmärchen in den französischen Gedichten von Philippe Beck", in Christoph König (éd.) Das Potential europäischer Philologien. Geschichte, Leistung, Funktion, Wallstein-Verlag, Göttingen, 2009, p. 255–263.
- Pierre Vinclair, « La poésie est-elle nécessairement illisible ? », Acta fabula, vol. 16, n° 6, Essais critiques, Septembre-octobre 2015, on http://www.fabula.org/revue/document9504.php#citation
- Pierre Vinclair, sur Opéradiques, on https://vinclairpierre.wordpress.com/2014/12/11/operadiques-9-sommaire/